# 伊古斯基萨
伊古斯基萨（西班牙語：Igúzquiza）是西班牙纳瓦拉的一个市镇。总面积16平方公里，总人口347人（2001年），人口密度22人/平方公里。